# 마니자 다블라트
마니자 다블라트(타지크어: Манижа Давлат, 본명: 마니자 다블라토바(Манижа Давлатова), 1982년 12월 31일 ~ )는 타지키스탄의 가수이다. 타지크어, 페르시아어 노래를 제작했으며 타지키스탄 이외에 이란, 아프가니스탄에서 인기를 얻었다.